# Chen Feng (Tischtennisspieler)
Chen Feng (chinesisch 陳峰 / 陈峰, Pinyin Chén Fēng; * 24. März 1994 in Hebei) ist ein ehemaliger singapurischer Tischtennisspieler.
In China geboren übersiedelte er 2013 nach Singapur. Er nahm an den Olympischen Spielen 2016 teil und ist mehrfacher Medaillengewinner bei den Commonwealth Meisterschaften sowie bei den Südostasienspielen. Chen zog sich 2017 vom Profisport zurück, um Zeit mit seiner kranken Mutter zu verbringen.

## Turnierergebnisse
| Verband | Veranstaltung                | Jahr | Ort            | Land | Einzel        | Doppel     | Mixed     | Team          | U-21      |
| ------- | ---------------------------- | ---- | -------------- | ---- | ------------- | ---------- | --------- | ------------- | --------- |
| SIN     | Asienspiele                  | 2014 | Incheon        | KOR  |               | letzte 16  |           | Viertelfinale |           |
| SIN     | Olympische Spiele            | 2016 | Rio de Janeiro | BRA  | letzte 128    |            |           |               |           |
| SIN     | Südostasienspiele            | 2015 | Singapur       | SIN  | Viertelfinale | Halbfinale | letzte 16 | 1             |           |
| SIN     | Südostasienspiele            | 2013 | Myanmar        | MYA  |               |            |           | 1             |           |
| SIN     | Commonwealth Meisterschaften | 2015 | Surat          | IND  | Gold          |            |           | 2             |           |
| SIN     | Commonwealth Meisterschaften | 2013 | Neu-Delhi      | IND  | Halbfinale    |            |           | 1             |           |
| SIN     | World Tour                   | 2016 | Tokio          | JPN  | letzte 64     |            |           |               |           |
| SIN     | World Tour                   | 2016 | Melbourne      | AUS  | Halbfinale    | Halbfinale |           |               |           |
| SIN     | World Tour                   | 2016 | Kuweit-Stadt   | KUW  | letzte 32     | letzte 16  |           |               |           |
| SIN     | World Tour                   | 2016 | Berlin         | GER  | letzte 128    |            |           |               |           |
| SIN     | World Tour                   | 2015 | Stockholm      | SWE  | letzte 128    | letzte 32  |           |               | letzte 32 |
| SIN     | World Tour                   | 2015 | Warschau       | POL  | Qual.         | letzte 64  |           |               | letzte 32 |
| SIN     | World Tour                   | 2015 | Chengdu        | CHN  | letzte 32     | letzte 16  |           |               |           |
| SIN     | World Tour Grand Finals      | 2014 | Bangkok        | THA  |               |            |           |               | Qual.     |
| SIN     | World Tour Grand Finals      | 2013 | Dubai          | UAE  |               |            |           |               | Qual.     |
| SIN     | Pro Tour Grand Finals        | 2011 | London         | ENG  |               |            |           |               | letzte 16 |